# Trabajador desanimado

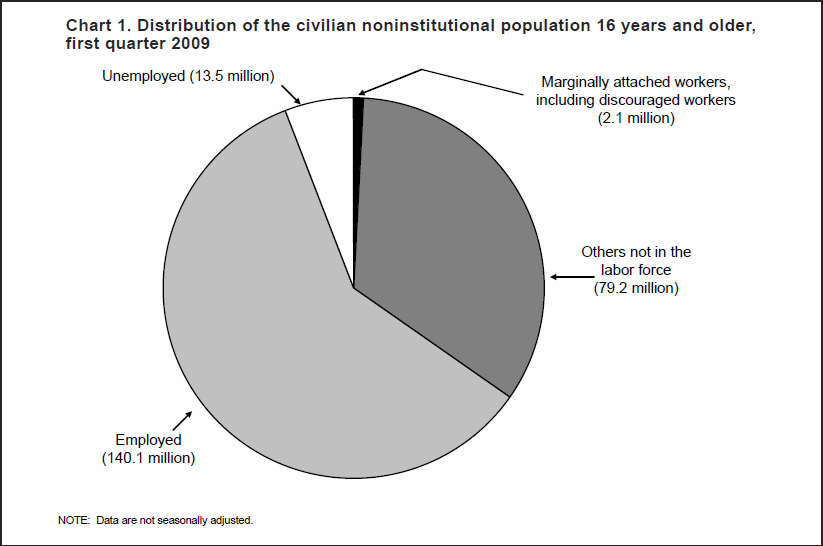
Distribución de la población civil no institucionalizada a partir de 16 años, primer trimestre de 2009 en EE. UU.

En economía, un trabajador desanimado o trabajador desalentado es una persona desempleada en edad de trabajar que no busca empleo activamente o que no ha encontrado empleo después de un paro de larga duración, pero que preferiría trabajar. Esto se atribuye a que esa persona ha desistido de buscar empleo; de ahí el término "desanimado".
Un trabajador desanimado, como no busca empleo activamente, no cuenta para los índices de desempleo (estos índices, para considerar a una persona como desempleada, exigen que busque trabajo activamente). Que esta persona haya dejado de buscar trabajo puede deberse a varios factores: escasez de trabajos en su localidad, falta de conocimientos o experiencia para desempeñar los puestos disponibles, discriminación por edad, raza, sexo, religión, orientación sexual, enfermedad crónica, incapacidad o sencillamente falta de éxito en su búsqueda.

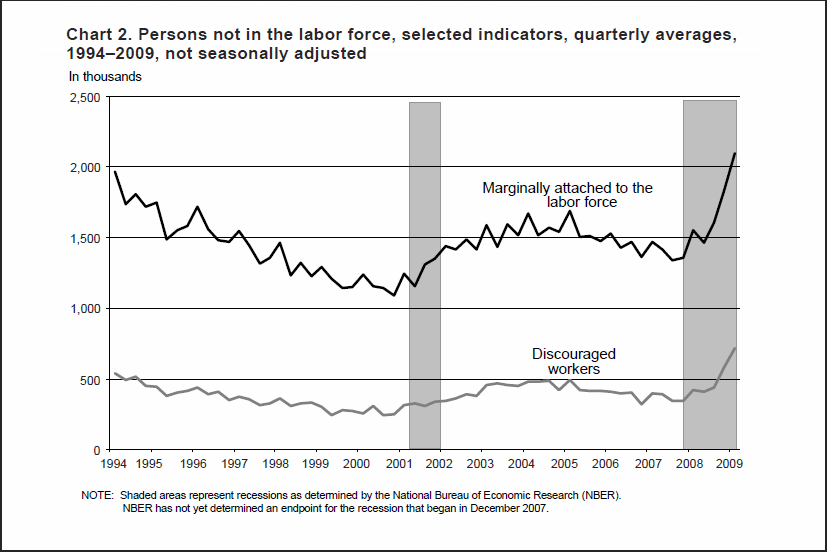
Promedios trimestrales 1994–2009, no estacionalmente ajustados, de indicadores seleccionados sobre personas que no forman parte de la población activa (EE. UU.)

Como práctica general, los trabajadores desanimados son a menudo clasificados como marginalmente adscritos a la población activa, en los márgenes de la población activa, o como parte del desempleo oculto. No se consideran población activa, y por tanto no computan para la tasa oficial de paro. Aunque algunos países ofrecen medidas alternativas del desempleo, la existencia de un número significativo de trabajadores desanimados puede inferirse de una baja tasa de actividad.
El trabajador desanimado no se debe confundir con el trabajador quemado (que padece el síndrome del trabajador quemado o de burn-out). El primero no trabaja; el segundo sí, pero encuentra sumamente insatisfactorias sus condiciones laborales.
El número de trabajadores desanimados se conoce como desánimo laboral, de forma parecida a la denominación del porcentaje de trabajadores que trabajan temporalmente, temporalidad.

## El fenómeno en algunos países

### Estados Unidos

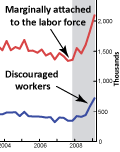
Trabajadores desanimados (EE. UU., 2004-09)

En los Estados Unidos, un trabajador desanimado se define como una persona que no está en la población activa, aunque quiere trabajar, está disponible para ello y ha buscado trabajo en algún momento de los 12 meses anteriores (o desde el fin de su último trabajo, si tenía ese trabajo en los últimos 12 meses), pero que actualmente no está buscando empleo por las malas perspectivas reales o percibidas.
La Oficina de Estadísticas Laborales no cuenta a los trabajadores desanimados como desempleados, sino que se refiere a ellos como «marginalmente adscritos a la población activa». Esto significa que la tasa oficial de desempleo refleja el llamado "paro friccional" (compuesto en buena parte por personas que en realidad están cambiando de trabajo) y no mucho más. Esto ha llevado a algunos economistas a creer que la tasa real de paro en Estados Unidos es más alta que la oficial, mientras otros sugieren que los trabajadores desanimados escogen voluntariamente no trabajar. Sin embargo, esta Oficina de Estadísticas Laborales ha publicado el porcentaje de trabajadores desanimados en medidas alternativas de trabajadores infrautilizados bajo el código U-4 desde 1994, cuando se llevó a cabo el rediseño más reciente de la encuesta de población (CPS por sus siglas en inglés, análoga a la Encuesta de Población Activa, EPA) .
El Departamento del Trabajo de los Estados Unidos empezó en 1967 a llevar la cuenta de los trabajadores desanimados. Entonces encontró 500 000. En abril de 2009 habría 740 000 trabajadores desanimados. Existe un debate sobre si los trabajadores desanimados tendrían que ser incluidos en el índice de paro oficial. Con el tiempo se ha demostrado que la proporción de jóvenes, negros, hispanos y varones entre los trabajadores desanimados es mucho mayor que entre la población activa general. 
Sin embargo, generalmente se cree que el número de trabajadores desanimados está subestimado, porque no incluye a las personas sin hogar ni a quienes no han buscado ni tenido un trabajo en los últimos 12 meses, y porque a menudo el seguimiento de esta población es deficiente.
Según la Oficina de Estadísticas Laborales, las 5 razones principales para que un trabajador se desanime (desista de buscar trabajo) son las siguientes:
1. El trabajador piensa que no hay empleos disponibles.
2. El trabajador intentó encontrar trabajo, pero no lo consiguió.
3. Al trabajador le falta escolarización o formación.
4. El trabajador es visto como demasiado joven o demasiado viejo por el empresario.
5. El trabajador es objeto de varios tipos de discriminación.

Cuando el mundo navega a través de los efectos de la pandemia de coronavirus, un número creciente de personas que buscan trabajo en los Estados Unidos se están desanimando y abandonan por completo la población activa, según un nuevo análisis del Pew Research Center. El número de norteamericanos que perdieron su empleo y han sufrido desempleo de larga duración han y buscado trabajo durante más de seis meses ha aumentado considerablemente en el año desde el comienzo de la recesión provocada por la covid-19.
Durante periodos de debilidad económica, la tasa de actividad tiende a descender. Durante la recesión 2007-2009, el porcentaje de trabajadores desanimados más que se dobló. Desde finales de 2007 a comienzos de 2011, el número de trabajadores desanimados aumentó de aproximadamente 350 000 a un pico de aproximadamente 1,3 millones.
La Oficina de Presupuestos del Congreso (CBO por sus siglas en inglés) consideró que los efectos persistentes de la recesión 2007–2009 y la lenta recuperación continuarían restringiendo la participación en la población activa de gente deseosa y capaz de trabajar.
El coronavirus causó un fuerte impacto en la economía estadounidense. El Pew Research Center informa de que uno de cada 4 adultos estadounidense declara que él o alguien de su hogar fue despedido o perdió su trabajo debido al estallido del coronavirus. Un 15 % declaró que les había pasado a ellos personalmente.
Casi 529 000 norteamericanos fueron clasificados como trabajadores desanimados en febrero de 2021, aproximadamente 100 000 más que un año antes. A raíz de la pandemia de coronavirus, la tasa de actividad bajó bruscamente por la falta de oportunidades de trabajo, que alimentó el desánimo de las personas que buscaban empleo sin éxito. Como en la mayoría de las crisis económicas, al mejorar el mercado de trabajo y aumentar el número de vacantes, estos trabajadores desanimados regresan a la población activa (es decir, vuelven a buscar activamente trabajo o lo encuentran). La CBO considera probable que los trabajadores desalentados continúen retornando a la población activa al encontrar más gente trabajo y subir los salarios.

### Canadá
En Canadá, los trabajadores desanimados son a menudo denominados con el término "desempleo oculto", debido a su comportamiento, y a menudo se los considera «en los márgenes» de la población activa. Como las cifras de trabajadores desanimados y de parados generalmente se mueven en la misma dirección durante el ciclo empresarial y las estaciones (ambas tienden a aumentar en periodos de baja actividad
económica y viceversa), algunos economistas han sugerido que los trabajadores desanimados deberían incluirse en las cifras de paro debido a su estrecha relación.
La información sobre el número y composición del grupo de trabajadores desanimados en Canadá proviene de 2 fuentes principales. Una es la Encuesta mensual de población activa (LFS por sus siglas en inglés), que proporciona una estimación tanto de empleo como de paro. La definición de los trabajadores desanimados en la LFS no ha cambiado desde 1997: son personas que deseaban trabajar y estaban disponibles para ello durante la semana de referencia, pero que no trabajaron porque creyeron que no estaba disponible ningún trabajo adecuado. La otra fuente es la Encuesta de oportunidades de trabajo (SJO por sus siglas en inglés), mucho más cercana en su planteamiento a las utilizadas en muchos otros países. En esta encuesta se cuenta a todas las personas que expresan un deseo de trabajar y están disponibles para ello, sin que importe su actividad de búsqueda de trabajo pasada.
En Canadá, aunque los trabajadores desanimados tenían menos formación que el trabajador promedio, ahora la tienen mejor, pero todavía tienden a concentrarse en zonas con alto desempleo. Los trabajadores desanimados no están buscando trabajo por 2 grupos de razones: las relacionadas con el mercado laboral (desaliento, esperan retomar un trabajo anterior o esperan respuestas a esfuerzos previos de búsqueda de empleo) y las razones personales y de otro tipo (enfermedad o incapacidad, responsabilidades personales o familiares, asistencia a cursos académicos y otras).
La tabla inferior utiliza los datos de la LFS desde 2016. El paro aumentó despacio de 2016 (10 115 700 personas) a 2019 (10 555 000 personas). De forma similar al resto del mundo, la pandemia de COVID-19 provocó un aumento incluso mayor en el desempleo total, hasta las 11 156 000 personas. En el conjunto de la población clasificada como trabajadores desanimados hay un crecimiento porcentualmente mayor: de 21 800 personas en 2019 a 70 400 en 2020.
Razón de la LFS para no buscar trabajo x 1000: ambos sexos, mayores de 14 años.
|                                                                               | 2016     | 2017     | 2018     | 2019   | 2020   |
| Miles de personas que no están en la población activa                         | 10 115,7 | 10 234,0 | 10 488,6 | 10 555 | 11 156 |
| Miles de trabajadores desanimados                                             | 30,5     | 24,7     | 21,7     | 21,8   | 70,4   |
| Miles de personas que no están en la población activa, pero querrían trabajar | 407,7    | 396      | 374,9    | 366,5  | 722,6  |

Debe destacarse que en Canadá hay una numerosa población de aborígenes. El país los clasifica en los siguientes 3 grupos: las primeras naciones, los inuit y los métis. Statistics Canada no mide el paro aborigen separadamente del resto de la población, pero los aborígenes suponen una porción grande de los parados y de los trabajadores desanimados. La recesión de 2008 afectó más a los aborígenes que al resto de la población, lo que provocó entre ellos altas tasas de desempleo y de trabajadores desanimados.
Los aborígenes tienen mayores dificultades para trabajar que el resto de la población, debido a la raza y a una menor formación. Estos factores les hacen sufrir más trabajo temporal, más despidos, más pérdidas de empleo y menores sueldos. Con el tiempo esta situación genera entre ellos más trabajadores desanimados, y una menor participación en la población activa. En Canadá un aborigen tenía una probabilidad 3 veces mayor de ser trabajador desanimado que una persona del resto de la población.

### Australia
En Australia, los trabajadores desanimados son asignados por la Oficina Australiana de Estadística (ABS por sus siglas en inglés, que no deben confundirse con las idénticas de anti-block system, sistema antibloqueo de ruedas) a una categoría de trabajadores potenciales que no están buscando trabajo activamente. Para ser clasificada como desanimada, la persona debe: a) querer trabajar, b) estar disponible para empezar a trabajar como máximo en las 4 semanas siguientes, y c) no estar solicitando trabajos activamente por estar desalentada. Según la ABS, había 808 000 personas clasificadas como desempleadas en febrero de 2021 más 1,16 millones marginalmente vinculadas con la población activa. Los 113 000 trabajadores desanimados se encuentran en este último grupo.
Las 3 razones mayoritarias por las que los trabajadores desanimados en Australia no buscaron activamente trabajo en la semana previa fueron:
1. Los empresarios los consideraban demasiado jóvenes o demasiado viejos
2. No había empleos en su localidad, en su especialidad, o ningún trabajo en absoluto
3. No había empleos en las horas adecuadas[32]

La tabla inferior muestra que los trabajadores desanimados aumentaron en Australia de 2015 a 2021, aunque disminuyeron de 2015 a 2016 y nuevamente de 2018 a 2019. Como en muchos otros países, los trabajadores desanimados aumentan durante las crisis económicas, lo cual explicaría los incrementos vistos en 2020 y 2021 durante la pandemia de covid-19. Además, en Australia las mujeres tienen mayor probabilidad de ser trabajadores desanimados que los hombres.
|      | Parados (ajustado estacionalmente) | trabajadores desanimados (ambos sexos) | Trabajadores desanimados (varones) | Trabajadores desanimados (mujeres) |
| ---- | ---------------------------------- | -------------------------------------- | ---------------------------------- | ---------------------------------- |
| 2015 | 761 200                            | 106 400                                | 48 900                             | 57 500                             |
| 2016 | 717 500                            | 101 200                                | 42 400                             | 58 800                             |
| 2017 | 747 800                            | 100 300                                | 42 200                             | 58 100                             |
| 2018 | 734 700                            | 101 500                                | 42 900                             | 58 600                             |
| 2019 | 665 100                            | 90 100                                 | 40 500                             | 49 600                             |
| 2020 | 695 700                            | 103 000                                | 45 800                             | 57 200                             |
| 2021 | 805 200                            | 113 000                                | 52 100                             | 60 900                             |

El Centro para la Investigación de Política Económica Aborigen (CAEPR por sus siglas en inglés) en la Universidad Nacional Australiana ha investigado más a fondo los trabajadores desanimados dentro de la población indígena. Según Hunter y Grey, los indígenas australianos tienen una probabilidad 3 veces mayor de convertirse en trabajadores desanimados que la población media australiana. Similarmente a lo que se observa en toda la población australiana, las mujeres indígenas sufren mayores índices de desánimo laboral que los varones indígenas. Las 2 razones más citadas para que una persona indígena se volviera trabajador desanimado fueron «cuidado de los hijos y otras responsabilidades familiares» y «estudios».

### Unión Europea
Las estadísticas de desempleo elaboradas según la metodología de la Organización Internacional del Trabajo (OIT) pueden subestimar el paro real en la economía. La agencia estadística de la UE, EUROSTAT, empezó publicar cifras de trabajadores desanimados en 2010. Según el método utilizado por Eurostat los trabajadores desanimados comprenden 3 categorías;
- trabajadores a tiempo parcial subempleados;
- personas sin trabajo que buscan un trabajo, pero no están inmediatamente disponibles para él; y
- personas disponibles para un trabajo, pero que no lo buscan.

El primer grupo está incluido en el cómputo de empleados de la Encuesta de Población Activa europea, mientras que el segundo y el tercero figuran en el cómputo de personas inactivas de dicha encuesta.
En 2012 había 9,2 millones de trabajadores a tiempo parcial subempleados, 2,3 millones de personas sin trabajo que buscaban un trabajo, pero no estaban inmediatamente disponibles, y 8,9 millones de personas disponibles para un trabajo, pero que no lo buscaban. Esto supuso un aumento de 0,6 millones para los subempleados y de 0,3 millones para los grupos segundo y tercero.
Si se hubieran añadido los números de los 3 grupos al número oficial de parados, España habría tenido la suma mayor (8,4 millones), seguida por Italia (6,4 millones), Reino Unido (5,5 millones), Francia (4,8 Millones) y Alemania (3,6 Millones). Esta suma es denominada por algunos economistas o sindicalistas "paro real" o "desempleo real", y aducen que es significativamente superior al desempleo oficial. Pero otros, como las organizaciones empresariales, contraargumentan que muchos trabajadores de la economía sumergida pueden decir en la encuesta que están parados, cuando en realidad están trabajando, de modo que la cifra oficial de paro sobreestimaría el fenómeno en vez de subestimarlo.
| País            | Miles de trabajadores a tiempo parcial subempleados | Miles de personas sin trabajo que lo buscan pero que no están inmediatamente disponibles | Miles de personas disponibles para un trabajo, pero que no lo están buscando | Miles de desempleados |
| --------------- | --------------------------------------------------- | ---------------------------------------------------------------------------------------- | ---------------------------------------------------------------------------- | --------------------- |
| Bélgica         | 158                                                 | 100                                                                                      | 60                                                                           | 369                   |
| Bulgaria        | 29                                                  | 270                                                                                      | 26                                                                           | 410                   |
| República Checa | 27                                                  | 62                                                                                       | 17                                                                           | 367                   |
| Dinamarca       | 88                                                  | 69                                                                                       | 24                                                                           | 219                   |
| Alemania        | 1 810                                               | 582                                                                                      | 508                                                                          | 2 316                 |
| Estonia         | 10                                                  | 41                                                                                       | 3                                                                            | 71                    |
| Irlanda         | 147                                                 | 44                                                                                       | 13                                                                           | 316                   |
| Grecia          | 190                                                 | 91                                                                                       | 36                                                                           | 1 204                 |
| España          | 1 385                                               | 1 071                                                                                    | 236                                                                          | 5 769                 |
| Francia         | 1 144                                               | 285                                                                                      | 444                                                                          | 3 002                 |
| Italia          | 605                                                 | 2 975                                                                                    | 111                                                                          | 2 744                 |
| Chipre          | 20                                                  | 15                                                                                       | 3                                                                            | 52                    |
| Letonia         | 44                                                  | 67                                                                                       | 6                                                                            | 155                   |
| Lituania        | 37                                                  | 16                                                                                       |                                                                              | 197                   |
| Luxemburgo      | 5                                                   | 13                                                                                       | 2                                                                            | 13                    |
| Hungría         | 88                                                  | 215                                                                                      | 11                                                                           | 476                   |
| Malta           | 5                                                   | 5                                                                                        |                                                                              | 12                    |
| Países Bajos    | 138                                                 | 308                                                                                      | 85                                                                           | 469                   |
| Austria         | 148                                                 | 144                                                                                      | 39                                                                           | 189                   |
| Polonia         | 344                                                 | 632                                                                                      | 102                                                                          | 1 749                 |
| Portugal        | 256                                                 | 232                                                                                      | 29                                                                           | 860                   |
| Rumanía         | 239                                                 | 458                                                                                      |                                                                              | 701                   |
| Eslovenia       | 18                                                  | 13                                                                                       |                                                                              | 90                    |
| Eslovaquia      | 37                                                  | 41                                                                                       | 13                                                                           | 378                   |
| Finlandia       | 75                                                  | 111                                                                                      | 63                                                                           | 207                   |
| Suecia          | 237                                                 | 134                                                                                      | 101                                                                          | 403                   |
| Reino Unido     | 1 907                                               | 774                                                                                      | 334                                                                          | 2 511                 |
| Noruega         | 81                                                  | 67                                                                                       | 22                                                                           | 85                    |

### España
Entre abril y junio de 2019 había en España más de 240 000 trabajadores desanimados. 7 de cada 10 eran mujeres, y se podían dividir en dos grupos: jóvenes que no consiguen un primer empleo por su falta de estudios, y mayores de 45 años, especialmente de 55. A finales de 2020 habían subido hasta casi las 700 000 personas. En 2025 alcanzaron su mínimo histórico, con solo 125 600 personas.

## Medidas para que los trabajadores desanimados se reincorporen al mercado laboral
La clave es programar una formación muy concreta, de ciclo corto y demandada por el mercado de trabajo, pero sobre todo, lograr que la persona vuelva a aprender a trabajar en equipo, tener un jefe, cumplir un horario y vivir de una retribución.

## Para saber más
- Blundell, Richard; J. Ham; Costas Meghir (Jan 1998). «Unemployment, discouraged workers and female labour supply». Research in Economics 52 (2): 103-131. doi:10.1006/reec.1997.0158.
- Hussmanns, Ralf; Farhad Mehran; Vijaya Varmā (1990). Surveys of economically active population, employment, unemployment, and underemployment: an ILO manual on concepts and methods. illustrated. International Labour Office (2 edición). International Labour Organization. ISBN 978-92-2-106516-6.

### Estados Unidos
- Trabajadores desanimados (discouraged workers) en el glosario, Agencia Estadounidense de Estadísticas Laborales
- Métricas alternativas de la infrautilización laboral, Agencia Estadounidense de Estadísticas Laborales
- El desempleo oculto infla las cifras de paro reales, El Hartford Courant
- Seguimiento de los parados de larga duración y de los trabajadores desanimados, The Heritage Foundation
- Trabajadores desanimados y otros marginalmente vinculados a la población activa, Agencia Estadounidense de Estadísticas Laborales
- Trabajadores desanimados, Drexel
- Las estadísticas del paro pasan por alto a muchos, San Francisco Chronicle
- PROMOVIENDO OPORTUNIDADES ECONÓMICAS La Casa Blanca

- Datos: Q5281746